# Beyond Magnetic
Beyond Magnetic è il quarto EP del gruppo musicale statunitense Metallica, pubblicato il 13 dicembre 2011 dalla Warner Bros. Records negli Stati Uniti e in Canada e dalla Universal (tramite la Vertigo Records) nel resto del mondo.
Nella prima settimana di vendite, Beyond Magnetic ha venduto oltre 36 000 copie, arrivando alla posizione 32 nella Billboard 200.

## Descrizione
Contiene quattro brani scartati dalle sessioni per la realizzazione del nono album in studio Death Magnetic, in quanto non sono state incluse nel processo di masterizzazione avvenuto il 28 marzo 2008, e che sono state eseguite dal vivo dal gruppo nelle date al The Fillmore di San Francisco in occasione del concerto del loro trentesimo anniversario.

## Pubblicazione
Beyond Magnetic è stato inizialmente pubblicato in formato digitale sull'iTunes Store a partire dal 13 dicembre 2011. Il 3 gennaio 2012 i Metallica hanno annunciato la pubblicazione dell'EP sul formato CD, versione uscita il 30 gennaio dello stesso anno, mentre il 1º marzo dello stesso anno il gruppo ha annunciato che in occasione del Record Store Day del 21 aprile l'EP sarebbe stato pubblicato anche nel formato 12", per un totale di 5 000 copie.

## Tracce
Testi di James Hetfield, musiche di James Hetfield, Lars Ulrich, Kirk Hammett e Robert Trujillo.
1. Hate Train – 6:59
2. Just a Bullet Away – 7:11
3. Hell and Back – 6:57
4. Rebel of Babylon – 8:02

## Formazione
Gruppo
- James Hetfield – chitarra, voce
- Lars Ulrich – batteria
- Kirk Hammett – chitarra
- Robert Trujillo – basso

Produzione
- Rick Rubin – produzione
- Greg Fidelman – registrazione
- Mike Gillies – registrazione
- Sara Lyn Killion – assistenza tecnica
- Joshua Smith – assistenza tecnica
- Adam Fuller – assistenza tecnica
- Vlado Meller – mastering

## Classifiche
| Classifica (2011-12)      | Posizione massima |
| ------------------------- | ----------------- |
| Australia                 | 19                |
| Canada                    | 15                |
| Germania                  | 22                |
| Nuova Zelanda             | 22                |
| Stati Uniti               | 29                |
| Stati Uniti (alternative) | 5                 |
| Stati Uniti (hard rock)   | 2                 |
| Stati Uniti (rock)        | 6                 |
| Stati Uniti (tastemaker)  | 6                 |
| Ungheria                  | 12                |

## Date di pubblicazione
| Paese       | Data di pubblicazione | Formati           |
| ----------- | --------------------- | ----------------- |
| Mondo       | 13 dicembre 2011      | Download digitale |
| Europa      | 31 gennaio 2012       | CD                |
| Stati Uniti | 31 gennaio 2012       | CD                |
| Europa      | 21 aprile 2012        | 12"               |
| Stati Uniti | 21 aprile 2012        | 12"               |